# Llagosta lluïsa
La llagosta lluïsa (Scyllarus arctus) és una espècie de crustaci decàpode aquelat de la família Scyllaridae. També es coneix amb els noms de xuia, cigala petita i cigaló.
Mesura aproximadament 12 cm de longitud. S. arctus es troba al mar Mediterrani i est de l'oceà Atlàntic des de les Açores, Madeira i les illes Canàries al Canal de la Mànega. És rara al nord del Golf de Biscaia.